# Luís Salvador de Áustria-Toscana
Luís Salvador Maria José João Batista Domingos Rainiero Fernando Carlos Zenóbio Antonino de Áustria-Toscana (em italiano: Luigi Salvatore Maria Giuseppe Giovanni Battista Dominico Raineri Ferdinando Carlo Zenobio Antonino d'Asburgo - Toscana; em alemão: Ludwig Salvator Maria Joseph Johann Baptist Dominicus Rainerius Ferdinand Carl Zenobius Antonin von Österreich-Toskana) (Florença, 4 de agosto de 1847 - Brandýs nad Labem-Stará Boleslav, 12 de outubro de 1915), foi príncipe da Toscana e arquiduque da Áustria.